# 130 Electra
130 Electra é um grande asteroide localizado no exterior do cinturão principal. Ele possui uma magnitude absoluta de 7,12 e um diâmetro estimado de 215×155 ± 12 quilômetros. Electra é o único asteroide conhecido a ter três satélites naturais.

## Descoberta e nomeação
Esse asteroide foi descoberto no dia 17 de fevereiro de 1873 pelo astrônomo dinamarquês Christian Heinrich Friedrich Peters, e posteriormente nomeado de Electra, uma personagem vingadora da mitologia grega.

## Características físicas e orbitais
O seu espectro é do tipo G, por conseguinte, é provável que exista uma composição semelhante a de Ceres. Assinaturas espectrais de compostos orgânicos foram detectados na superfície da Electra.
No final de 1990, um grupo de astrônomos em todo o mundo reuniram dados da curva de luz que acabou por ser utilizados para obter os estados e modelos de forma de 10 novos asteroides, incluindo (130) Electra. A curva de luz de 130 Electra forma uma sinusoide dupla enquanto que o modelo de forma é alongada e o eixo de rotação derivado é perpendicular ao plano da elíptica.
Observações óticas tem encontrado um satélite desse asteroide. Uma vez que a órbita é conhecida, a massa de Electra pode ser medida de forma confiável. O valor de 6.6×1018 kg indica uma densidade de 1.3 ± 0.3 g/cm3. Observações óticas também determinaram que a forma de Electra é bastante irregular, bem como dando indicações de diferenças de albedo de 5-15% sobre a sua superfície.

## Satélites
Em 2003, uma pequena lua de Electra foi detectada usando o telescópio Keck II. O diâmetro do satélite é de 4 km e orbita a uma distância de cerca de 1170 km. O satélite recebeu a designação provisória de S/2003 (130) 1. Devido a apenas algumas observações, até à data, a sua órbita é ainda relativamente pouco conhecida. Em 17 de dezembro de 2014 foi anunciada a descoberta de mais dois satélites provavelmente ainda menores. Estes satélites foram nomeados provisoriamente de S/2014 (130) 1 e S/2014 (130) 2.